# Islas del Almirantazgo
Las islas del Almirantazgo o islas Manus (en inglés, Admiralty Islands) son un grupo de 18 islas en el archipiélago Bismarck, descubiertas por el español Álvaro de Saavedra en 1527-1529. Las islas forman la provincia de Manus de Papúa Nueva Guinea. Su superficie total es de 2100 km², con una población de 32 713 habitantes. La capital de la provincia se llama Lorengau.
Durante la Segunda Guerra Mundial las islas fueron ocupadas por Japón, que estableció una base en la isla Manus en abril de 1942. 
El 29 de febrero de 1944 las islas del Almirantazgo fueron tomadas durante la operación Brewer dirigida por el general estadounidense Douglas MacArthur. Los estadounidenses construyeron rápidamente una base, que fue importante para posteriores operaciones en Nueva Guinea y Filipinas.